# Мечеть Сардара
Мечеть Сардара або мечеть шаха Ісмаїла (азерб. Sərdar məscidi) — одна із старих мечетей Єревана.

## Історія
Деякі джерела стверджують, що 3 мечеті, що існували в Єревані — мечеть шаха Аббаса, мечеть Аббас-Мірзи і мечеть Сардара, насправді є однією і тією ж мечеттю[неавторитетне джерело]  [неавторитетне джерело].
Мечеть називалася Сардарською, тому що знаходилася всередині Еріванської фортеці і поруч із Сардарським палацом. У деяких документах, пов'язаних із взяттям Еріванської фортеці російськими військами, назва цієї мечеті змінена на «Мечеть Аббаса-Мірзи».
Будівництво мечеті збігається з періодом, коли шах Ісмаїл наказав своєму візиру Равангулу-хану збудувати Еріванську фортецю. Побудована в 1510 ця мечеть відновлена османами в 1589.
Німецький дослідник Август Гакстгаузен відвідав Єреван у серпні 1843 і відвідав православну церкву однієї з двох мечетей замку (тобто мечеть Реджепа-паші), і зазначив, що іншу, Сардарську мечеть, було перетворено на склад зброї.
На початку XX століття в Сардарській мечеті оселилися вірмени біженці з Туреччини.
У 1918 мечеть спалена.
У період СРСР мечеть частково знесена, а на її місці збудовано житлові будинки.